# Batman (film 1966)
Batman (Batman: The Movie) è un film del 1966 diretto da Leslie H. Martinson, basato sull'omonimo personaggio dei fumetti DC Comics. Il film è tratto dalla popolare serie televisiva omonima dello stesso anno, e fu il primo lungometraggio a colori per il cinema del personaggio.
Per l'home video italiano il film è stato distribuito con il titolo Batman - Il film.
Il film è uscito nelle sale due mesi dopo l'ultimo episodio della prima stagione della serie televisiva. Include la maggior parte dei membri del cast televisivo originale, ad eccezione di Julie Newmar nel ruolo di Catwoman, che, nel film, è stata sostituita da Lee Meriwether.

## Trama
Quando Batman e Robin vengono avvisati che il Commodoro Schmidlapp è in pericolo a bordo del suo yacht, intervengono per una missione di salvataggio usando il Batcottero. Mentre Batman scende sulla scala per atterrare sullo yacht, questo improvvisamente svanisce sotto di lui. Si alza dal mare con uno squalo che attacca la sua gamba. Dopo che Batman lo ha rimosso con uno spray repellente per squali, lo squalo esplode (è stato riempito con dell'esplosivo). Batman e Robin tornano all'ufficio del commissario Gordon, dove deducono che la missione era un trucco della Malavita Unita, un raduno di quattro dei più potenti criminali di Gotham City: il Joker, il Pinguino, l'Enigmista e Catwoman.
I quattro criminali si dotano di un disidratatore che può trasformare gli umani in polvere (un'invenzione di Schmidlapp, ignaro di essere stato rapito) e sono fuggiti con un sommergibile preatomico. Batman e Robin apprendono che lo yacht era davvero una proiezione olografica e, a bordo del Batscafo, indagano su una boa che nasconde il proiettore sospetto, ma vengono intrappolati e bersagliati dai siluri del Pinguino (che comanda il sommergibile). Usano una radio come detonatore per distruggere due siluri e un delfino si sacrifica per intercettare il terzo. Catwoman, travestita da giornalista sovietica "Kitayna Ireyna Tatanya Kerenska Alisoff" (acronimo di Kitka), aiuta il gruppo a rapire Bruce Wayne e finge di essere rapita con lui, come parte di un complotto per attirare Batman e farlo finire in una trappola mortale (non sapendo che Bruce Wayne è l'alter ego di Batman). Dopo che Bruce Wayne riesce a scappare, si maschera nuovamente come Batman e, insieme a Robin, ritorna nel quartier generale dei criminali, solo per trovare una bomba fumante. Batman si precipita in tutto il porto nella speranza di trovare un posto sicuro dove disporre la bomba, e per un soffio riesce a liberarsene. Il Pinguino, truccato da Commodoro, si offre di farsi identificare nella Batcaverna insieme a cinque scagnozzi disidratati. Questo piano fallisce quando gli scagnozzi improvvisamente scompaiono come antimateria una volta colpiti: il Pinguino li ha reidratati erroneamente con l'acqua pesante usata per la pila atomica, rendendoli altamente instabili.
Alla fine, Batman e Robin non riescono ad impedire il rapimento del Consiglio di sicurezza delle Nazioni Unite al Palazzo dell'Organizzazione mondiale dell'ONU (così da estorcere miliardi di dollari per il riscatto). Con il Batscafo, intervengono per recuperarli (e Miss Kitka, presunta dal duo come loro prigioniera). Robin usa un'arma di cariche sonore per disabilitare il sottomarino del Pinguino e costringerlo ad emergere, dove si scatena una rissa tra il duo e l'equipaggio, compresi il Joker, l'Enigmista e il Pinguino. Sebbene Batman e Robin vincano il combattimento, Batman ha il cuore spezzato nello scoprire che l'amata Miss Kitka è in realtà Catwoman quando la sua maschera cade. Il commodoro Schmidlapp rompe accidentalmente le fiale contenenti i membri del Consiglio in polvere e starnutisce su di loro, disperdendo la polvere.
Batman e Robin si mettono al lavoro, usando un elaborato separatore di polvere super molecolare per filtrare la polvere mista. Robin gli chiede se potrebbe essere nell'interesse del mondo per loro alterare i campioni di polvere, in modo che gli umani non possano più farsi del male. In risposta, Batman afferma che non possono farlo, ricordando a Robin il destino degli scagnozzi del Pinguino e la loro contaminata reidratazione, e possono solo sperare che le persone in generale imparino a vivere insieme in pace da sole.
Con l'attenzione del mondo, il Consiglio di sicurezza viene reidratato. Tutti i membri sono tornati in forma umana e in salute, ma continuano a litigare tra loro, totalmente ignari di ciò che li circonda, ma ognuno di loro ora parla la lingua e mostra i manierismi stereotipati di una nazione diversa dalla propria. Batman esprime tranquillamente la sua sincera speranza a Robin che questa "mescolanza di lingue" faccia più bene che male. Il duo lascia tranquillamente la sala del Palazzo scendendo dalla finestra con le loro Batcorde.

## Produzione
Il film è stato girato nella pausa estiva tra la prima e la seconda stagione della serie. Le riprese iniziarono prima che l'attrice Lee Meriwether venisse scelta per il film. Di conseguenza Catwoman non appare con gli altri cattivi nella scena a bordo del sottomarino.
È l'ultima apparizione cinematografica dell'attore Reginald Denny.
Adam West (interprete di Bruce Wayne/Batman) voleva del tempo libero durante la lavorazione del film; fece richiesta alla troupe di girare tutte le sue scene in maniera ininterrotta e venne accontentato. West recitò in soli 30 giorni di riprese.
Nella pellicola sono presenti i mezzi di trasporto di Batman: la Batmobile, il Batscafo, il Batcottero e la Batmoto (simile a un Sidecar). In un'intervista, visibile nel DVD del film, Burt Ward, l'interprete di Robin, racconta di come, quando il sidecar si separava, lui si trovasse senza controllo sul mezzo in movimento, andando a finire persino in un cespuglio di ortiche.

## Accoglienza

### Critica
Il film ha ricevuto recensioni generalmente positive nel corso degli anni. L'aggregatore di recensioni Rotten Tomatoes ha riferito che il 81% dei critici ha dato al film una critica positiva basata su 36 recensioni, con una valutazione media di 6,3 su 10. Il consenso dei critici del sito afferma "Batman - Il Film eleva il "camp" a una forma d'arte - e se la spassa facendo tutto gloriosamente ironicamente". Su Metacritic il film ha una media di valutazione di 71 su 100 basata su 4 recensioni, indicando "recensioni generalmente favorevoli"
La rivista Variety dichiarò nella loro recensione che "l'intenso entusiasmo innocente di Cesar Romero, Burgess Meredith e Frank Gorshin come tre criminali è bilanciato dall'innocente calma di Adam West e Burt Ward, Batman e Robin rispettivamente".

## Riconoscimenti
- 1972 - Giffoni Film Festival
  - Golden Gryphon come miglior film per Leslie H. Martinson

## Galleria d'immagini

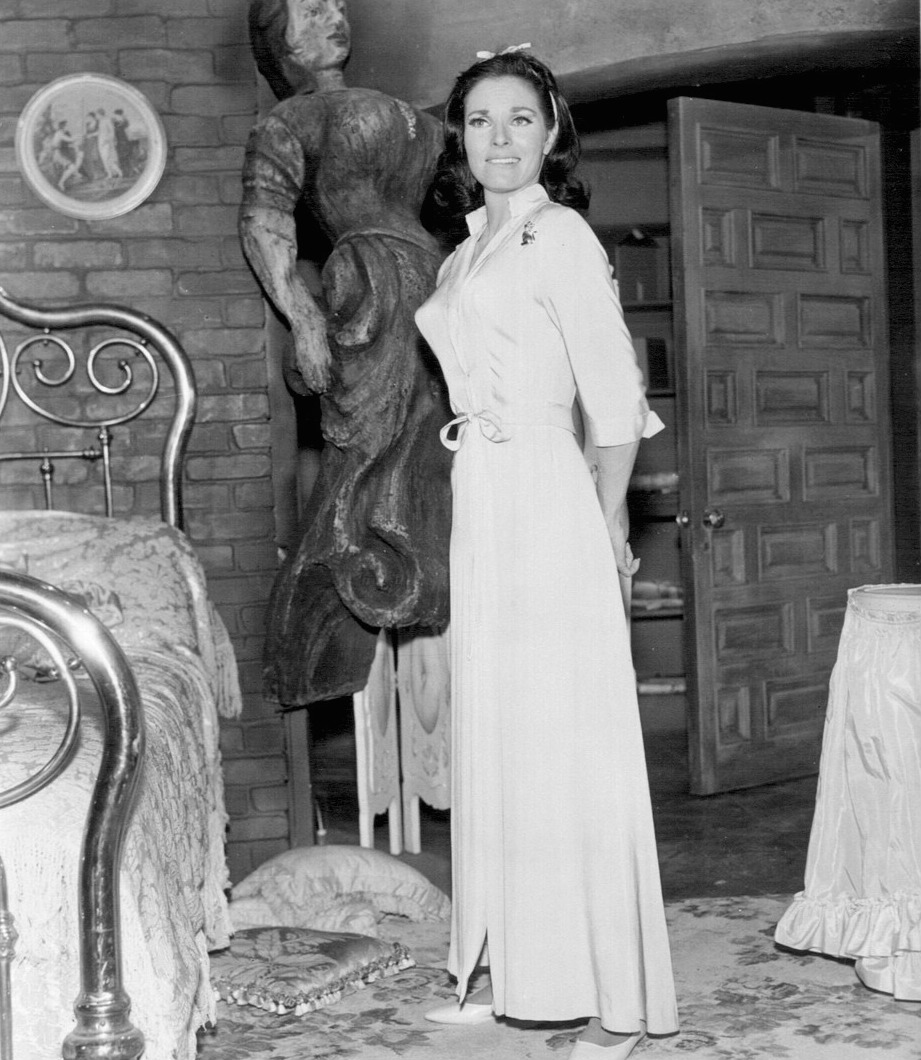
Lee Meriwether (Kitka)
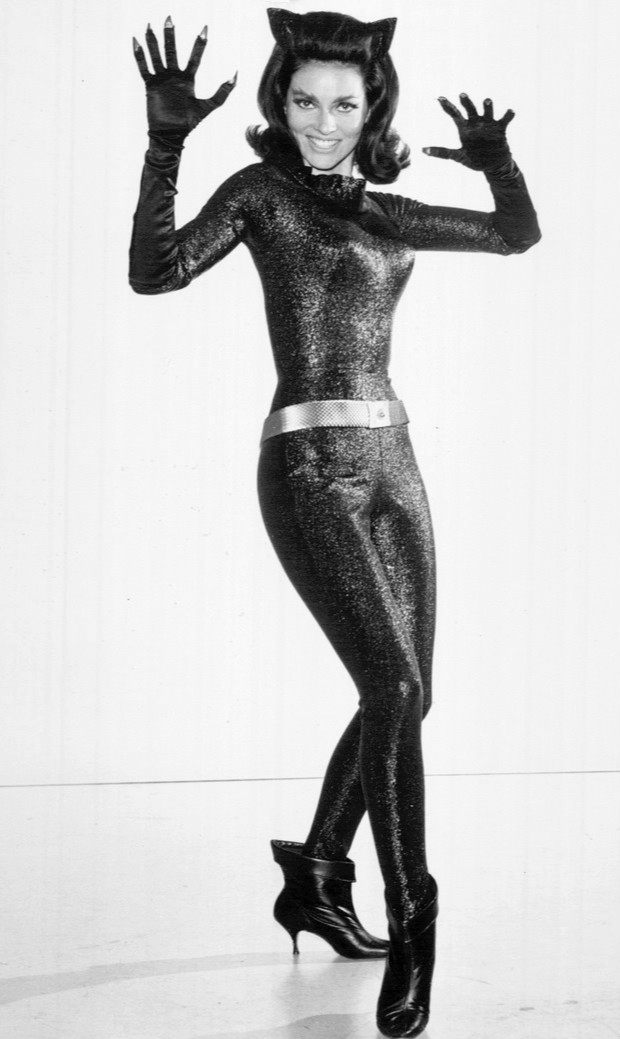
Lee Meriwether (Catwoman)
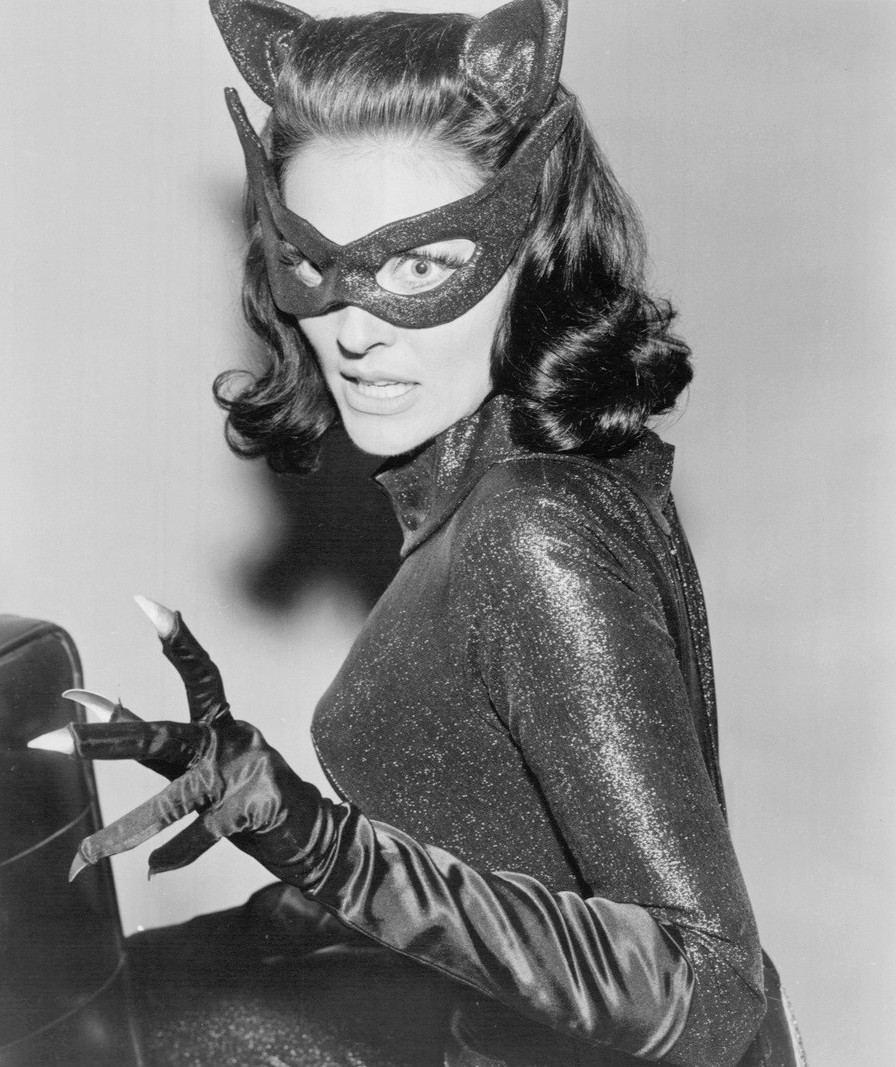
Lee Meriwether (Catwoman)
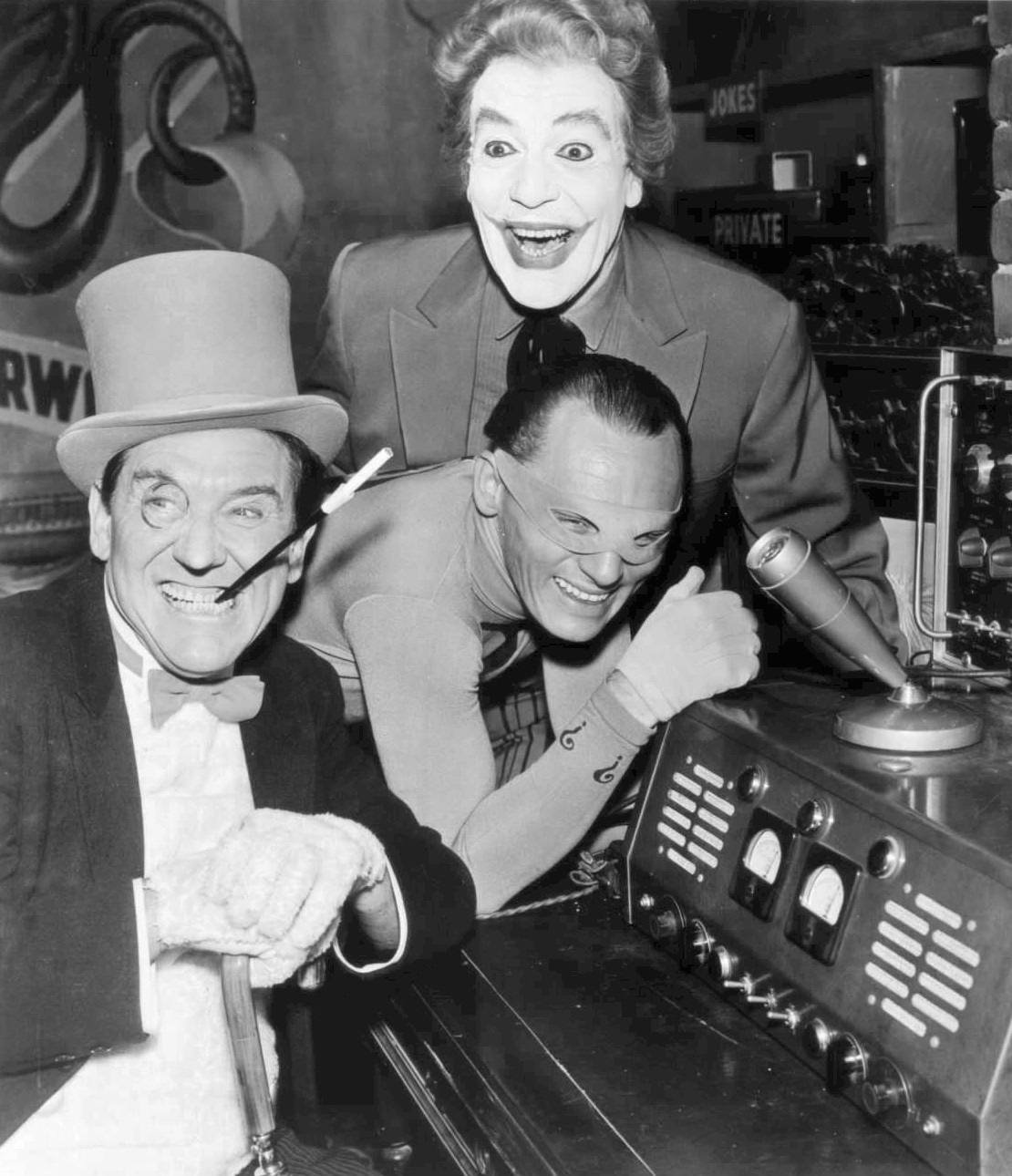
Pinguino, Enigmista e Joker
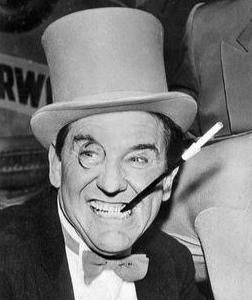
Burgess Meredith (Pinguino)
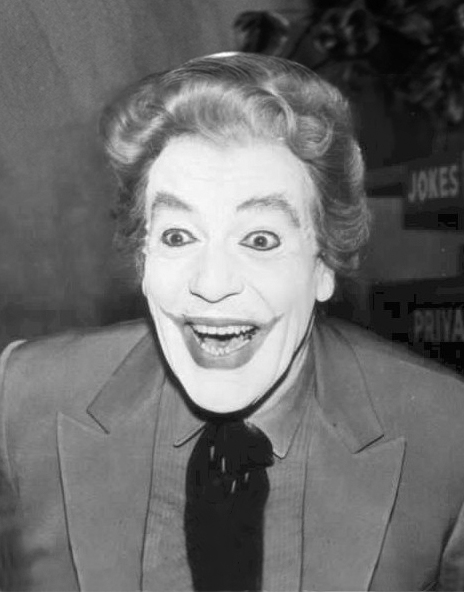
Cesar Romero (Joker)
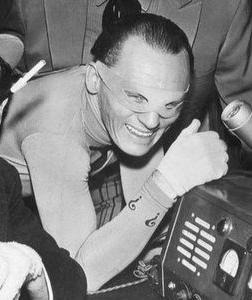
Frank Gorshin (Enigmista)
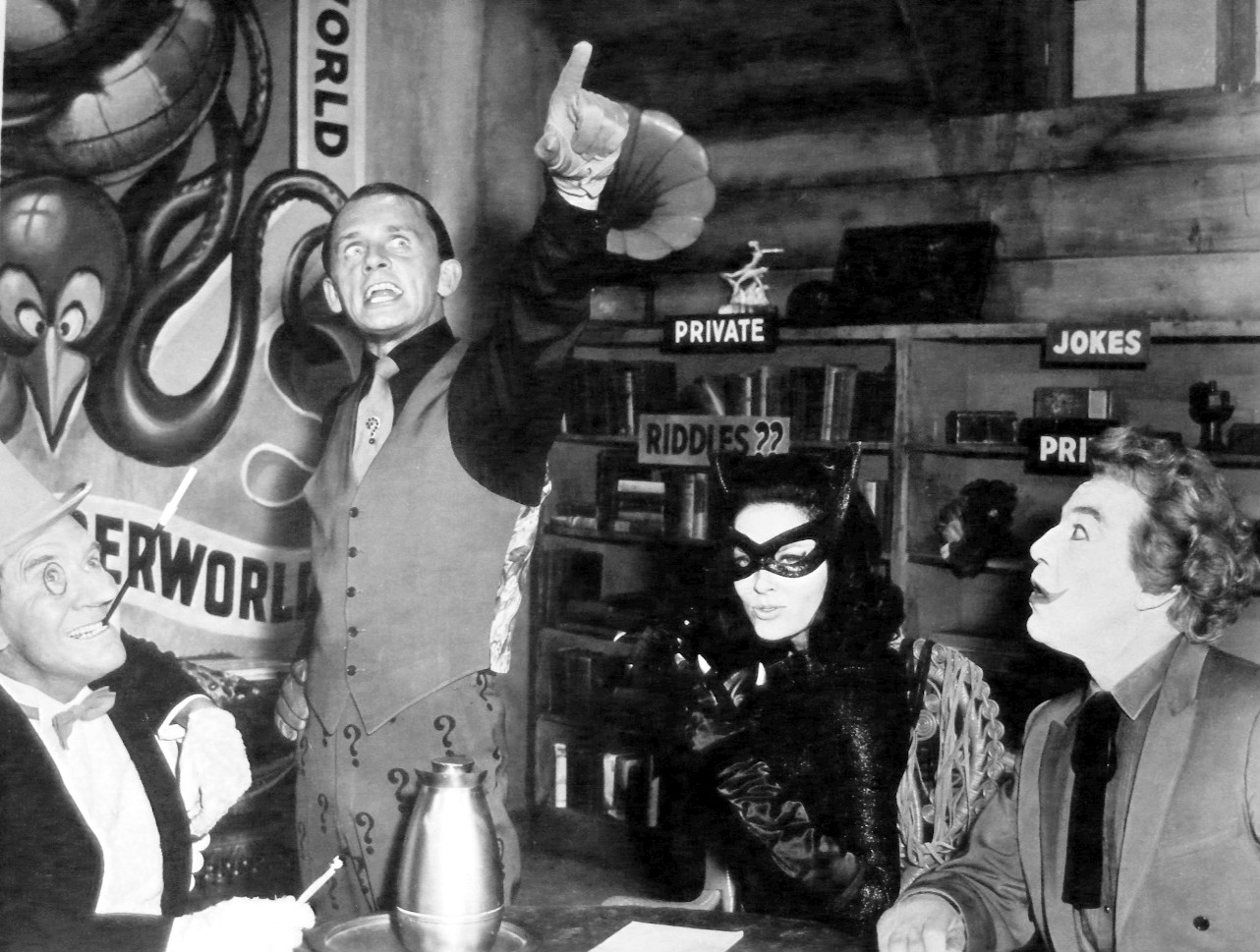
Pinguino, Enigmista, Catwoman e Joker
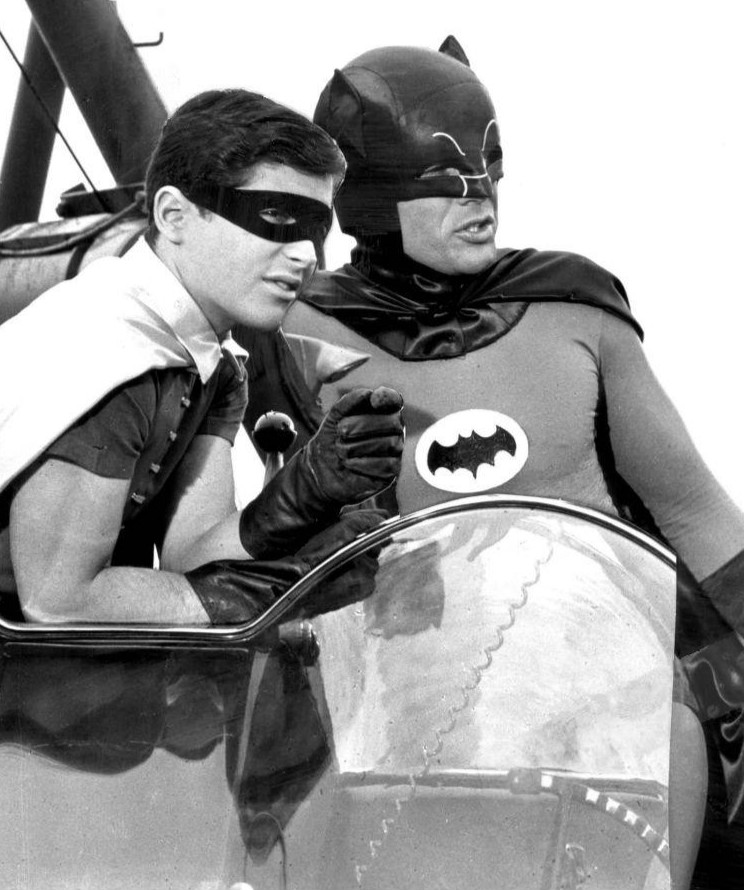
Burt Ward e Adam West (Robin e Batman)
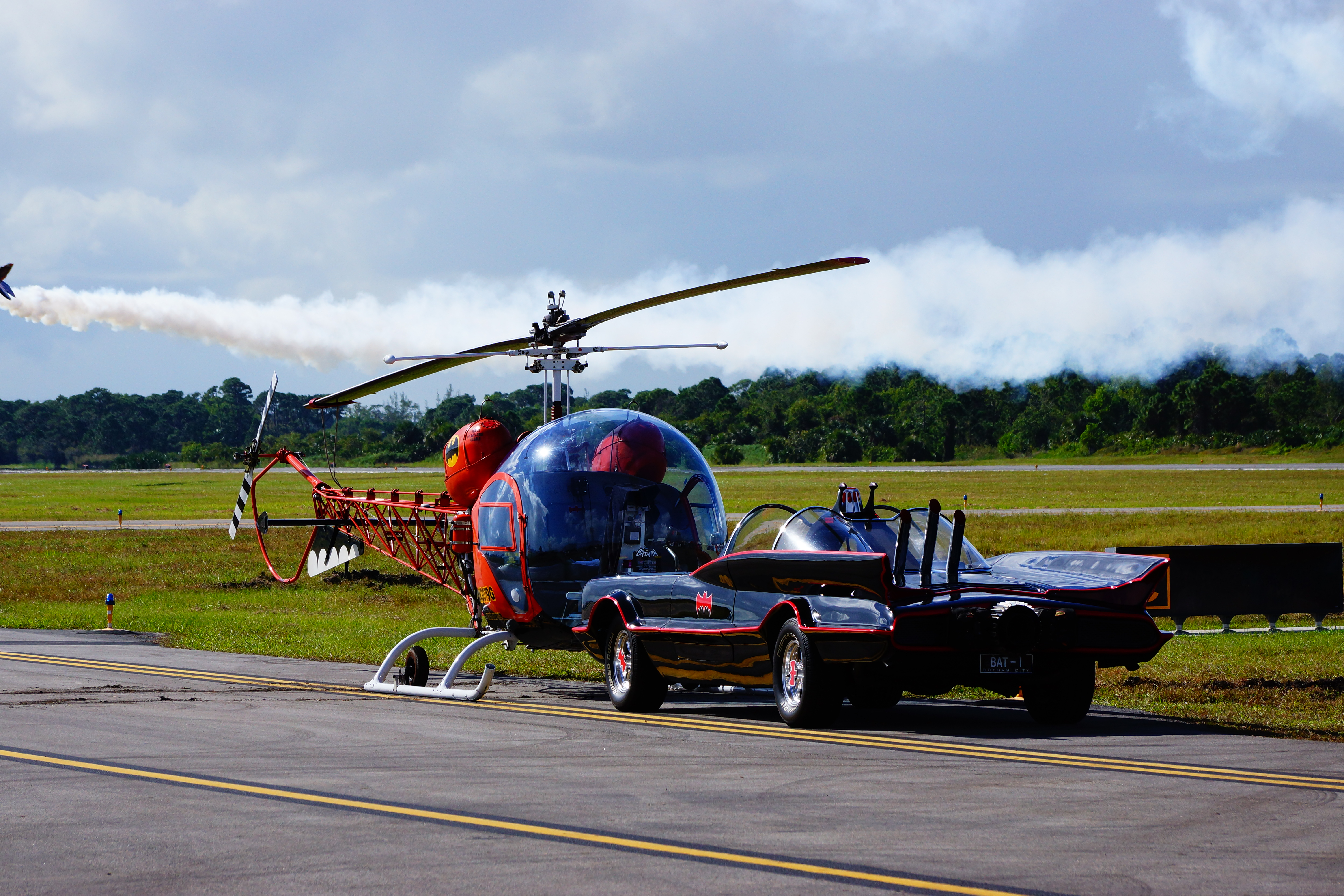
Repliche del Batcottero e della Batmobile usate per il film (foto del 2017)